# Primera B (Cile)
La Primera B è la seconda divisione del campionato cileno di calcio. È organizzato dall'Associazione Nazionale Calcio Professionistico (ANFP), appartenente alla federcalcio cilena.

## Formula
Attualmente 17 squadre, che si affrontano in un girone all'italiana con turni di andata e ritorno, compongono questa categoria. La prima classificata è promossa in Primera División, mentre dalla seconda alla sesta classificata disputano i play-off per guadagnare l'altra promozione in palio. L'ultima classificata retrocede in Segunda División.

## Squadre 2022
| Club                 | Città        |
| -------------------- | ------------ |
| Barnechea            | Lo Barnechea |
| Cobreloa             | Calama       |
| Dep. Copiapó         | Copiapó      |
| Dep. Recoleta        | Recoleta     |
| Dep. Melipilla       | Melipilla    |
| Fernández Vial       | Concepción   |
| Dep. Iquique         | Iquique      |
| Dep. Puerto Montt    | Puerto Montt |
| Rangers de Talca     | Talca        |
| Dep. Santa Cruz      | Santa Cruz   |
| Santiago Morning     | La Pintana   |
| Santiago Wanderers   | Valparaíso   |
| Deportes Temuco      | Temuco       |
| Unión San Felipe     | San Felipe   |
| San Luis de Quillota | Quillota     |
| Univ. de Concepción  | Concepción   |

## Albo d'oro
| Stagione  | Stagione  | Vincitore                 | Secondo classificato      | Terzo classificato   |
| --------- | --------- | ------------------------- | ------------------------- | -------------------- |
| 1952      | 1952      | Palestino                 | Rangers                   |                      |
| 1953      | 1953      | Thomas Bata               | América de Rancagua       |                      |
| 1954      | 1954      | O'Higgins de Braden       | América de Rancagua       |                      |
| 1955      | 1955      | San Luis                  | Unión La Calera           |                      |
| 1956      | 1956      | Universidad Católica      | La Serena                 |                      |
| 1957      | 1957      | Deportes La Serena        | Santiago Morning          |                      |
| 1958      | 1958      | San Luis                  | Santiago Morning          |                      |
| 1959      | 1959      | Santiago Morning          | Green Cross               |                      |
| 1960      | 1960      | Green Cross               | La Serena                 |                      |
| 1961      | 1961      | Unión La Calera           | Unión San Felipe          |                      |
| 1962      | 1962      | Coquimbo Unido            | San Antonio Unido         |                      |
| 1963      | 1963      | Green Cross               | Trasandino                |                      |
| 1964      | 1964      | O'Higgins                 | Lister Rossel             |                      |
| 1965      | 1965      | Ferrobadminton            | Huachipato                |                      |
| 1966      | 1966      | Huachipato                | Coquimbo Unido            |                      |
| 1967      | 1967      | Concepción                | Lota Schwager             |                      |
| 1968      | 1968      | Antofagasta Portuario     | San Luis                  |                      |
| 1969      | 1969      | Lota Schwager             | Ñublense                  |                      |
| 1970      | 1970      | Unión San Felipe          | Iberia                    |                      |
| 1971      | 1971      | Naval                     | Ñublense                  |                      |
| 1972      | 1972      | Palestino                 | Ferroviarios              |                      |
| 1973      | 1973      | Aviación                  | Ñublense                  |                      |
| 1974      | 1974      | Santiago Morning          | Everton                   |                      |
| 1975      | 1975      | Universidad Católica      | Ovalle                    |                      |
| 1976      | 1976      | Ñublense                  | O'Higgins                 |                      |
| 1977      | 1977      | Coquimbo Unido            | Rangers                   |                      |
| 1978      | 1978      | Santiago Wanderers        | Naval                     |                      |
| 1979      | 1979      | Deportes Iquique          | Magallanes                |                      |
| 1980      | 1980      | San Luis                  | Ñublense                  |                      |
| 1981      | 1981      | Arica                     | Santiago Morning          |                      |
| 1982      | 1982      | Fernández Vial            | Everton                   |                      |
| 1983      | 1983      | Cobresal                  | San Luis                  |                      |
| 1984      | 1984      | Unión La Calera           | Deportes Concepción       |                      |
| 1985      | 1985      | Trasandino                | Fernández Vial            |                      |
| 1986      | 1986      | Lota Schwager             | O'Higgins                 |                      |
| 1987      | 1987      | Deportes La Serena        | Deportes Valdivia         |                      |
| 1988      | 1988      | Rangers                   | Unión San Felipe          |                      |
| 1989      | 1989      | Universidad de Chile      | Palestino                 |                      |
| 1990      | 1990      | Provincial Osorno         | Coquimbo Unido            |                      |
| 1991      | 1991      | Deportes Temuco           | Huachipato                |                      |
| 1992      | 1992      | Provincial Osorno         | Deportes Iquique          | Deportes Melipilla   |
| 1993      | 1993      | Rangers                   | Cobresal                  | Regional Atacama     |
| 1994      | 1994      | Deportes Concepción       | Huachipato                | Fernandez Vial       |
| 1995      | 1995      | Santiago Wanderers        | Audax Italiano            | Cobresal             |
| 1996      | 1996      | Deportes La Serena        | Deportes Puerto Montt     | Cobresal             |
| 1997      | Apertura  | Rangers                   | Everton                   | Deportes Iquique     |
| 1997      | Clausura  | Deportes Iquique          | Everton                   | O'Higgins            |
| 1998      | 1998      | Cobresal                  | O'Higgins                 | Santiago Morning     |
| 1999      | 1999      | Unión Española            | Santiago Wanderers        | Everton              |
| 2000      | 2000      | Unión San Felipe          | Rangers                   | Talcahuano           |
| 2001      | 2001      | Deportes Temuco           | Cobresal                  | Deportes Antofagasta |
| 2002      | 2002      | Deportes Puerto Montt     | Universidad de Concepción | Deportes Melipilla   |
| 2003      | 2003      | Everton                   | Deportes La Serena        | Deportes Antofagasta |
| 2004      | 2004      | Deportes Melipilla        | Deportes Concepción       | Unión La Calera      |
| 2005      | 2005      | Santiago Morning          | Deportes Antofagasta      | Provincial Osorno    |
| 2006      | 2006      | Deportes Melipilla        | Ñublense                  | Lota Schwager        |
| 2007      | 2007      | Provincial Osorno         | Rangers                   | Santiago Morning     |
| 2008      | 2008      | Curicó Unido              | Municipal Iquique         | Coquimbo Unido       |
| 2009      | 2009      | Unión San Felipe          | Santiago Wanderers        | San Luis             |
| 2010      | 2010      | Municipal Iquique         | Unión La Calera           | Deportes Antofagasta |
| 2011      | 2011      | Deportes Antofagasta      | Rangers                   | Everton              |
| 2012      | 2012      | San Marcos de Arica       | Ñublense                  | Barnechea            |
| 2013      | 2013      | Universidad de Concepción | Curicó Unido              |                      |
| 2013-2014 | 2013-2014 | San Marcos de Arica       | Barnechea                 |                      |
| 2014-2015 | 2014-2015 | San Luis                  | Unión San Felipe          | Everton              |
| 2015-2016 | 2015-2016 | Deportes Temuco           | Curicó Unido              | Cobreloa             |
| 2016-2017 | 2016-2017 | Curicó Unido              | San Marcos de Arica       | Coquimbo Unido       |
| 2017      | 2017      | Unión La Calera           | Deportes Copiapó          | Cobreloa             |
| 2018      | 2018      | Coquimbo Unido            | Cobreloa                  | Cobresal             |
| 2019      | 2019      | Santiago Wanderers        | Deportes La Serena        | Ñublense             |
| 2020      | 2020      | Ñublense                  | Unión San Felipe          | Rangers              |
| 2021      | 2021      | Coquimbo Unido            | Deportes Copiapó          | Deportes Temuco      |
| 2022      | 2022      | Magallanes                | Deportes Cobreloa         | Deportes Copiapó     |